# Световна награда за наука „Алберт Айнщайн“
Световната награда за наука „Алберт Айнщайн“ (на английски: Albert Einstein World Award for Science) е ежегодна награда, връчвана от базираната в Мексико организация Световен съвет за култура.
Наградата се връчва „като признание и насърчение за научни и технологични изследвания и развитие“, а специалният критерий, по който се избират носителите ѝ, е „да са донесли реална полза и добруване на човечеството“. Наградата се връчва от 1984 година насам.
Лауреатите на наградата се оценяват и избират от интердисциплинарен комитет, който се състои от световнопризнати учени, измежду които 25 носители на Нобелова награда.
Наградата е сред няколкото отличия, наименувани на Алберт Айнщайн. Тя включва диплом, възпоменателен медал и парична премия от 10 хиляди долара.
Освен тази награда Световният съвет за култура връчва и още 2 награди: Световна награда за образование „Хосе Васконселос“ („José Vasconcelos“ World Award of Education) и Световна награда за изкуство „Леонардо да Винчи“ („Leonardo da Vinci“ World Award of Arts).